# LAODI
LAODI（Lao Agro Organic Industries Limited、ラオディ）は、ラオスのラム酒メーカー、および製造しているラム酒ブランドの名称。会長兼醸造責任者は井上育三（2022年時点）。

## 概要
2006年にLao Agro Organic Distillery Incは日本人とラオス人によって設立された。日本輸出向けに「和風ラム酒」として販売され、女性が描かれたラベルデザインのものである。(旧LAODIと呼ばれている。) その後2015年3月に同社は解散し、ボトルデザインや製造方法を一新したLao Agro Organic Industries Limitedが同年4月より再始動した。ブランドデザインは日本のエイシンク株式会社によって手掛けられている。
ラオスの会社ではあるが、日本人が醸造責任者を務め、ラオスの人々と共にアグリコール製法という製造方法でラム酒づくりをしている。また自社の農園で無農薬さとうきびを栽培し、植付けから収穫まで全て手作業で行われている。工場見学ツアーも事前予約をすれば可能だ。近年は国際的コンペティション IWSC Hong Kong や 日本のTWSCでも賞を受賞するなど、ラオスを代表する唯一の国際的ラム酒としても知られている。
1. 会社名：Lao Agro Organic Industries Limited
2. 所在地：Km47 National Road South No.13, Naxone Village, Pakgum District, Vientiane Capital, Laos
3. 創立者：ラオス人1名、日本人5名、(2015年3月31日までの役員)　ラオス人1名、日本人2名（2015年4月1日からの現役員）

## 製造方法
製造当初より世界でも貴重な製造方法として知られているアグリコールラムの製法を採用し、自社栽培の無農薬さとうきびを使用している。
2006年まで製造されていた旧LAODIは主に焼酎酵母を使用していたが、現在はブレンドされたワイン酵母を使用している。
ラム酒作りは年に1回のみで、さとうきびが収穫出来る11月から2月の間に行われる。全て手作業で収穫され、搾汁も行われる。その後数日間の発酵を経て、単式蒸留器にて蒸留される。
ホワイトラムはステンレスタンクに、ブラウンラムはワイン樽とバーボン樽で熟成させている。マリアージュラムと呼ばれるリキュールはラオス産の有機栽培フルーツやコーヒー豆をそのままホワイトラムに漬け込んだ。ウメに関してはタイ北部のものを使用している。

## 沿革
- 2006年6月　ラオス人民民主共和国にLao Agro Organic Distillery Inc 設立 2007年5月　ラオス政府　酒造免許取得
- 2008年12月　ラム酒製造開始
- 2009年2月　株式会社　LAODI JAPON　設立
- 2009年5月　日本販売開始
- 2015年3月31日　Lao Agro Organic Distillery Inc　解散
- 2015年4月1日　Lao Agro Organic Industries Limited　設立
- 2016年9月　ASEAN首脳会談　オフィシャルリカーとしてブース出展
- 2017年4月　株式会社シィクリエイティブインターナショナルが日本総輸入元として契約締結　日本販売開始

　　　　　　　　ラムポーター掲載をきっかけにRum Fest Parisに初出展
- 2017年9月　Rhum Passion社(スイス)販売開始
- 2018年4月　Rum Fest Parisへ2度目の出展
- 2018年7月　Rum and Sherry 瀬戸内 2018に出展
- 2018年9月　NEXT BOX社(タイ) 販売開始
- 2018年10月　THE WHISKYFIND LTD.(台湾) 販売開始、Rum Fest Berlinに出展
- 2018年11月　 Hong Kong International Wine & SpritsでWhite Rhum 42%とMariage Rhum Sugarcaneがラム部門で銀賞受賞
- 2019年4月　Tokyo Whisky & Spirits CompetitionでBrown Rhum 42%がアグリコール・プレミアム部門で銀賞受賞

- 2019年10月　Rum Fest Londonに出展

## 自社設備
1. 自社サトウキビ畑：20Ha
2. サトウキビ絞り機：4台
3. バガス燃料用ボイラー：1基
4. 発酵設備：1式
5. 蒸留設備：ステンレスジャケット式蒸留器1式(1500L)
6. 蒸留設備：兜式蒸留器(200L)：１式
7. 瓶詰加工設備：1式

## 商品構成
LAODIはフランスのアグリコール製法にて酒づくりを行なっているので、ラム表記はフランス読みの「Rhum」が採用されている。また、リキュールは「Mariage Rhum」とされ、フランス語で結婚を意味する。ホワイトラムと漬け込まれる素材を結婚に例えた表現である。
ラム
- Brown Rhum 42%
- White Rhum 42%
- S.Brown 45%
- White Rhum 56%

マリアージュラム
- UME(Japanese plum)
- Passion fruit
- Plum
- Coconut
- Coffee
- Sugarcane

コラボレーションラム
- BAR Rum&Whisky 10周年記念ボトル Brown Sweet 48% (京都)
- THE SKY WINE CASK 56% プロジェクト(東京・横浜)
- Rum&Sherry 記念ボトル White 46%(広島)

## 受賞歴
- 2018年11月 International Wine and Spirits Competition Hong Kong ラム部門で銀賞獲得
- 2019年4月 Tokyo Wine & Sprits Competition アグリコール・プレミアムで銀賞獲得
- 2020年4月 新型コロナウイルスの感染拡大で需要が増していることをうけ、消毒用エタノールとして70%のアルコールを216リットルラオス政府へ独自に提供した。
- 2020年9月 International Wine and Spirit Competition London（イギリス） S.Brownが金賞獲得[2]。
- 2022年2月 ソーシャルプロダクツ・アワード2022を受賞。
- 2023年5月 Women's International Trophy（ドイツ開催） Sugarcane Brown Rum 42% が金賞獲得[3]。
- 2023年5月  東京ウイスキー&スピリッツコンペティション（TWSC、日本） ラム酒部門で金賞受賞[3]。

## 取材・出演
- 2014年1月　雑誌AREA「アジアで勝つ日本人100人」に掲載
- 2014年8月　NHK BS1「エキサイトアジア　奮闘する日本人たち(第22回)」
- 2017年1月　日本ラム協会出版の「ラム酒大全：定番銘柄100本の全知識」に掲載
- 2017年6月　JALグローバルクラブ会員向け会員誌「AGORA」World Scope掲載
- 2017年11月　JICA中国「イベント報告」[リンク切れ]
- 2020年2月　NHK World - Japan「Side by Side」で”A Better life through Rum ”として出演